# Cotylidia diaphana
Cotylidia diaphana är en svampart som först beskrevs av Ludwig David von Schweinitz, och fick sitt nu gällande namn av Lentz 1955. Cotylidia diaphana ingår i släktet Cotylidia, klassen Agaricomycetes, divisionen basidiesvampar och riket svampar.   Inga underarter finns listade i Catalogue of Life.